# Dudihalli, Hirekerur
Dudihalli là một làng thuộc tehsil Hirekerur, huyện Haveri, bang Karnataka, Ấn Độ.